# 盛由子
盛 ユウコ（もり ゆうこ、本名：盛由子、1月11日 - ）は、東京都出身の日本の芸人、タレント、役者。

## 来歴
1990年、平成名物テレビ「三宅裕司のいかすバンド天国」通称イカ天に出演。バンド名「使用済みパンティーズ」のタンバリン担当、タンバリンダとして出演し、ベストキャラクター賞を受賞。その後、テレビ東京系列局で放送された「浅草橋ヤング洋品店」通称アサヤンにて、「SEX AND THE CIT」Yの衣装で有名になったパトリシア・フィールドのファッションショーモデルオーディションに合格し出演。
1994年には、NTV「進め!電波少年」にて、電波子15号役として出演。その他にも、プロダクション人力舎にて、ごく短期間ではあるが女性コントグループF·O·Fメンバーとして加入。劇団「七面鳥歌劇団」にも所属し、ゲストの東京スカパラダイスオーケストラのメンバーや、漫画家・井口真吾等と共演を果たす。
芸人活動の一方で、役者としても様々なTVドラマやCM等に出演し、CSチャンネル・ファミリー劇場「緊急検証シリーズ」では、盛自身が考案した「オカルト体操」を披露した。番組内では大槻ケンヂに「これ下手したらDVD100万枚くらい売れるかも」と絶賛され、調子にのった盛は、オカルトで身体表現活動をしていこうと決意する。
このほかに、乾圧貴金属化工株式会社に社歌体操を制作、提供し、アート活動の分野でも、様々な美術館やギャラリーでフルクサスパフォーマンスを行なっている。
また、最近は 「開運肩もみ」 と称して肩もみイベントをしている。

## 持ちネタ
自身の芸として
- 鬱フェス体操
- オカルト体操
- オカルト音頭
- ムー体操
- 本所七不思議音頭
- タートルカンパニー体操

などがある。

## 出演

### テレビ
- CSファミリー劇場「緊急検証シリーズ」（2017年、2018年、2022年、2023年）
- CSファミリー劇場「緊急検証シリーズ」大晦日生放送（2016年1月）
- CSファミリー劇場「ファミ劇20時間TV」オカルト体操で出演（2016年1月）
- NTV「さんま＆ＳＭＡＰ クリスマススペシャル」-松たかこ役で出演（2008年12月）
- NTV「すすめ！電波少年」-電波子15号で出演（1994年11～1995年）
- NHK-BS「福井フルクサス」-パフォーマーとして参加（2006年11月）
- テレビ東京「浅草橋ヤング用品店」-パトリシアフィールド　ファッションショーモデル
- TBS 「イカすバンド天国」-ベストキャラクター賞（1990年2月）

### テレビドラマ
- フジテレビ「control」-主婦役（2011年2月）
- TV朝日「異議あり！女弁護士大岡法江」-レポーター役（2004年1月）
- NTV「ザ・ワイドショー」1話～5話（1994年）

### 映画
- 斉藤亜沙美監督「初恋」（2016年）
- 若菜滋子監督「僕の決める道」
- ハン・サンヒ監督「忘れ雪」（2015年3月）[要出典]
- 三池崇監督「神様のパズル」（2008年6月）[要出典]
- 山岡信貴監督「Zeki,Florian,and Kelly!」（1997年4月）[要出典]

### CM
- 月島倉庫（2016年～2019年）
- ダイナム「楽しいことは仲間と共有」篇（2009年6月）
- 桃屋「桃屋をつめて出かけよう」篇（2003年4月）
- NTTドコモ中国（2002年2月）
- 人形の徳川（2000年）
- とこなめボート　とことこガールズ（1995年）
- 東日本旅客鉄道 「JR SKISKI」i（1994年）

### VP
- 東京ディズニーランドHPフジカラー（2009年）
- アクサ生命（2009年）
- 東京ディズニーランドホテル（2008年6月）

### パフォーマンス
- 千葉市美術館「目」展
- 東京都現代美術館　フルクサス　イン　ジャパン　パフォーマー・MCで参加（2014年4月）
- 新潟市立美術館　靉嘔展　パフォーマーとして参加（2012年）
- 広島現代美術館　靉嘔 ふたたび虹のかなたに関連イベント「虹の晩餐会」（2012年12月）
- 表参道gallery360°フルクサス再演ⅠⅡⅢⅣ　「オノヨーコカットピース等」（2000年～2006年）

### モデル・コンテスト
- ミズ民子コンテスト　特別賞（2014年7月）
- 浴衣着こなしコンテスト　最優秀賞（2016年）
- ハクビ着物クインコンテスト　エレガンス賞（2012年1月）
- 雑誌「美ST」読者モデル（2011年～？）